# Aglymbus sculpturatus
Aglymbus sculpturatus är en skalbaggsart som beskrevs av Sharp 1882. Aglymbus sculpturatus ingår i släktet Aglymbus och familjen dykare. Inga underarter finns listade i Catalogue of Life.